# Cima del Breuil
La Cima del Breuil (pron., AFI: fr. [bʁœj]; in francese e ufficialmente Tête du Breuil, in tedesco Furgghorn) è una montagna di 3.451 m s.l.m. delle Alpi Pennine, lungo la frontiera tra l'Italia (Valle d'Aosta) e la Svizzera (Canton Vallese).

## Toponimo
Breuil, toponimo molto diffuso in Valle d'Aosta, è l'equivalente in lingua francese della voce francoprovenzale breuill, che indica un pianoro paludoso di montagna.